# Sukeban Deka (película de 2006)
Yo-Yo Girl Cop (スケバン刑事コードネーム=麻宮 Sukeban Deka: Kodo Nemu = Asamiya Saki?) es una película de acción real basada en el manga Sukeban Deka de Shinji Wada. Fue dirigida por Kenta Fukasaku y estrenada en 2006.
Está protagonizada por Aya Matsuura como Saki Asamiya, Rika Ishikawa en el papel antagónico, y Yuki Saito (quien protagonizó por primera vez a Saki Asamiya en la serie de TV) como madre de Saki Asamiya.La película fue estrenada el 30 de septiembre de 2006 en Japón, y el 17 de julio de 2007 en Estados Unidos por Magnolia Pictures.

## Música
El tema principal de la película, "Thanks!" y "Shinkirō Romance", estuvo a cargo de Hello Project del grupo GAM, que consiste en Aya Matsuura y Miki Fujimoto.